# Comisión de Monumentos Históricos y Artísticos de Navarra
La Comisión de Monumentos Históricos y Artísticos de Navarra fue organismo público encargado de la conservación y protección de las antigüedades, precedente directo, junto al Consejo de Cultura, de la actual Institución Príncipe de Viana. Funcionó entre 1844 y 1936. Surge a la par que el resto de Comisiones de Monumentos de España en un contexto de desamortizaciones, que obliga cuidar gran parte del patrimonio hasta entonces en manos eclesiásticas, siguiendo el modelo francés. Será el órgano que en 1895 se encarga de publicar el Boletín de la Comisión de Monumentos Históricos y Artísticos de Navarra. Tuvo como sede oficial el edificio actualmente empleado por la Cámara de Comptos de Navarra que durante un tiempo ejercerá también de Museo de Navarra.

## Historia
Constituida por el Ministerio de la Gobernación en cada provincia española, nacen por decreto de 13 de junio de 1844. Así en tal decreto se dispuso que:

«Artículo 1º Habrá en cada provincia una comisión de Monumentos históricos y artísticos, compuesta de cinco personas inteligentes y celosas por la conservación de nuestras antigüedades»
«Art. 2º Tres de estas personas serán nombradas por el gefe político; las otras dos por la diputación provincial, que podrá elegir una de su propio seno. La presidencia corresponde al gefe político, y en su defecto al vocal que esta autoridad señale»
Real decreto de 13 de junio de 1844

Así pues tres de sus miembros eran nombrados por el jefe político, el gobernador, y los otros dos por la diputación provincial. En Navarra, Mariano Martínez de Morentin y José Yanguas y Miranda, secretario de la Diputación de Navarra, fueron los representantes de esta institución en la primera comisión formada en la región. También Valentín Urra, Joaquín Ignacio Mencos, barón de Bigüezal, y Pablo Ilarregui fueron designados como vocales. Disposiciones posteriores ampliaron el número e introdujeron como vocales a las primeras autoridades políticas y culturales; se crearon igualmente los delegados de pueblos.
La segunda comisión, reorganizada en 1865, tuvo un objetivo proteccionista más amplio.
En 1895 apareció el primer Boletín de la Comisión de Monumentos Históricos y Artísticos de Navarra, que fue recogiendo comunicaciones, artículos, investigaciones históricas y artísticas, etc. de indudable interés y en el que colaboraron numerosos autores. En ese mismo año se acuerda realizar un mapa arqueólogico de Navarra.
Entre sus fines estaba promocionar la creación de bibliotecas, archivos y museos, tenía encomendada la dirección de excavaciones arqueológicas y la restauración de monumentos. En cumplimiento de esta labor, salvó de la desaparición al monasterio de Leire y al castillo de Olite y promovió la restauración de la catedral de Tudela; en otros ámbitos, impulsó la creación del Museo Arqueológico de Navarra (1910) y de su biblioteca, organizó la excavación de dólmenes (Aralar) y controló la recuperación de miliarios romanos y restos arqueológicos de todo tipo. Fue igualmente la alma mater de la Asociación Eúskara (1877) «compuesta prácticamente por los mismos miembros» de la comisión.
Entre sus vocales, que eran, como tales, correspondientes de las Reales Academias de la Historia o de Bellas Artes de San Fernando, cabe señalar, aparte de los ya citados, a Maximiano Hijón, Tomás Gómez de Arteche y Lombillo, Pedro y Florencio Ansoleaga, Nicasio Landa, Juan Iturralde y Suit, Arturo Campión, Julio Altadill, Mariano Arigita, el conde de Guenduláin, José Esteban Uranga, José Ramón Castro, José María Azcona o Victoriano Juaristi. Entre los delegados de los pueblos destacaron Hermenegildo Oyaga en Liédena; Emiliano Zorrilla en Estella, al fin vocal; Lino Munárriz y Velasco en Arguedas.
Con ocasión de la construcción del monumento conmemorativo de Maya se producen fuertes disputas políticas internas (entre nacionalistas, liberales monárquicos y carlistas) provocando en 1926 el nombramiento de Onofre Larumbe como nuevo presidente.
Desapareció, en 1936, con la Guerra Civil. Tras la misma, en 1940, la Institución Príncipe de Viana, con el impulso de uno de sus fundadores, José María Lacarra, «ha heredado culturalmente el espíritu de las comisiones» o en palabras de otro autor «creada en sustitución del Patronato formado durante la guerra y con vocación de ser la heredera de la antigua Comisión de Monumentos Históricos y Artísticos de Navarra».

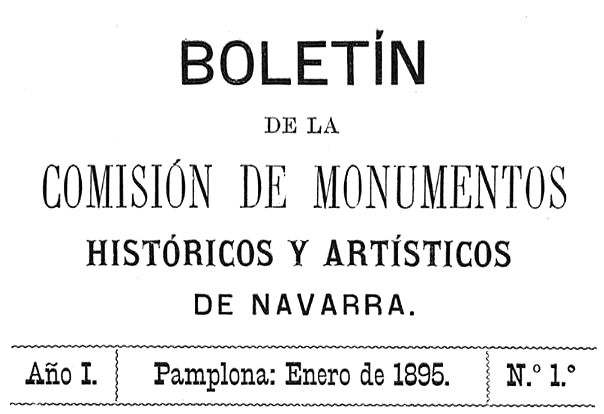
Cabecera del primer Boletín Comisión de Monumentos Históricos y Artísticos de Navarra

## Relevancia
La historiadora María Puy Huici Goñi considera que el papel desempeñado por las comisiones:
- evitó la destrucción o desparición de gran número de obras, tanto de «arquitectura notable por su arte o por su historia», como códices, pinturas, orfebrería y cerámica;
- evitó la venta y exportación de otras tantas;
- ordenó y reguló excavaciones como en 1911;
- impulsó la creación de bibliotecas y museos como el de Navarra;
- logró coordinar actividades y personas (diputaciones, gobernadores civiles, pueblos, artistas, etc).[16]

Como uno de los logros más reseñables está la creación del Museo de Navarra, inaugurado el 28 de junio de 1910 siendo su primera sede la misma Casa de Comptos. Serán continuos los esfuerzos por enriquecerlo al igual que la Biblioteca.